# Strada statale 611 di Otranto
La ex strada statale 611 di Otranto (SS 611), ora strada provinciale 366 Litoranea Salentina San Cataldo-Otranto (SP 366), era una strada statale italiana il cui percorso si snodava in Puglia, nella provincia di Lecce. Attualmente è classificata come strada provinciale.

## Percorso
La strada ha inizio nei pressi della frazione di San Cataldo, all'interno del comune di Lecce. Da qui prosegue in direzione sud, divergendo dal tracciato originario ormai soppresso che attraversava la riserva naturale delle Cesine, per virare, dopo pochi chilometri, verso la costa e raggiungere la località di Torre Specchia.
La strada prosegue quindi come litoranea toccando tutte le località costiere quali San Foca, Roca Vecchia, Torre dell'Orso, Torre Saracena, Torre Sant'Andrea nel comune di Melendugno, Conca Specchiulla e i laghi Alimini nel comune di Otranto, fino ad entrare nel suo centro abitato.
Dell'arteria sono progressivamente raggiungibili Vernole, Acaya, Vanze, Acquarica di Lecce, Melendugno, Borgagne e Martano.

## Storia
Già contemplata nel piano generale delle strade aventi i requisiti di statale del 1959, è solo col decreto del Ministro dei lavori pubblici del 9 febbraio 1970 che viene elevata a rango di statale con i seguenti capisaldi d'itinerario: "San Cataldo - Otranto".
In seguito al decreto legislativo n. 112 del 1998, dal 2001 la gestione è passata dall'ANAS alla Regione Puglia, che ha provveduto al trasferimento dell'infrastruttura al demanio della Provincia di Lecce.